# Esham
Esham, nome artístico de Rashaam Attica Smith (Long Island, Nova Iorque, 20 de setembro de 1973), é um rapper estadunidense baseado em Detroit, Michigan. Ele é destacado por seu estilo ácido de hip hop, o qual ele chama de "acid rap", que mistura as bases e músicas do rock com temas como morte, uso de drogas, inferno, paranoia e sexo. Seu nome artístico é um acrônimo East Side Hoes And Money.

## Discografia
- Boomin' Words from Hell (1989)
- Judgement Day (1992)
- KKKill the Fetus (1993)
- Closed Casket (1994)
- Dead Flowerz (1996)
- Bruce Wayne: Gothom City 1987 (1997)
- Mail Dominance (1999)
- Tongues (2001)
- Repentance (2003)
- A-1 Yola (2005)
- Sacrificial Lambz (2008)
- I Ain't Cha Homey (2009)
- Hellaween: Pure Horror (2009)
- Suspended Animation (2010)